# Marjorie Hunt
Marjorie Hunt (* 9. Oktober 1954) ist eine Volkskundlerin, Autorin, Filmregisseurin und Filmproduzentin, die mit einem Oscar ausgezeichnet wurde.

## Karriere
Hunt machte 1980 ihren Master und 1995 ihren Ph.D. an der University of Pennsylvania. Neben ihrer Tätigkeit als Volkskundlerin war sie auch im Filmgeschäft als Produzentin und Regisseurin tätig. Dabei wirkte sie unter anderem bei dem Film The Stone Carvers mit, der bei der Oscarverleihung 1985 die Auszeichnung in der Kategorie „bester Dokumentar-Kurzfilm“ gewann. Den Preis nahm sie gemeinsam mit Paul Wagner entgegen, mit dem zusammen sie auch das Drehbuch geschrieben hatte. Für die Dokumentation White House Workers: Traditions and Memories war sie alleine als Regisseurin verantwortlich und befasst sich mit dem Thema rund ums Weiße Haus.

## Filmografie (Auswahl)
- 1984: The Stone Carvers (Dokumentar-Kurzfilm)
- 2009: White House Workers: Traditions and Memories (Dokumentarfilm)

## Werke
- 1987: The Grand Generation: Memory, Mastery, Legacy
- 1999: The Stone Carvers: Master Craftsmen of Washington National Cathedral